# جان بایارد
جان بوبنهایم بایارد (John Bubenheim Bayard) (زادهٔ ۱۱ اوت ۱۷۳۸ – درگذشتهٔ ۷ ژانویه ۱۸۰۷)، بازرگان، سرباز و دولت مرد اهل فیلادلفیا، پنسیلوانیا بود. او هنگام خدمت در ارتش قاره‌ای به درجه نظامی سرهنگی رسید و در سال‌های ۱۷۸۵ و ۱۷۸۶ میلادی نماینده پنسیلوانیا در کنگره کنفدراسیون بود. بعدها او به عنوان شهردار نیو برانزویک، نیوجرسی انتخاب گردید.

## اوایل زندگی
جان بوبنهایم بایارد در ۱۱ اوت ۱۷۳۸ در بوهمیا مانور، شهرستان سیسیل، مریلند زاده شد و فرزند جیمز بایارد (۱۷۱۷ – ۱۷۸۰ میلادی) و ماری آشتون اولی (متولد حدود ۱۷۱۵ میلادی) بود. او یک برادر دوقلو به‌نام جیمز آشتون بایارد (۱۷۳۸ – ۱۷۷۰ میلادی) داشت.
پدر آنها جیمز کوچکترین پسر سموئیل بایارد (۱۶۷۵ – ۱۷۲۱ میلادی)، متولد نیو آمستردام و سوسانا بوچیلی (۱۶۷۸ – ۱۷۵۰ میلادی) بود و پدر و مادر وی اجداد اوگنوی فرانسوی داشتند. جیمز بایارد در آکادمی وست ناتینگهام تحت نظر کشیش سموئیل فینلی آموزش دیده بود. بعدها، او پنجمین رئیس دانشگاه پرینستون شد.

### خانواده
اجداد پدری بایارد از اوگنوهای فرانسوی بودند که از طریق هلند از فرانسه فرار نمودند. پدربزرگِ، پدربزرگ وی سموئیل بایارد (درگذشتهٔ حدود ۱۶۴۷ میلادی) پسر کشیش بالتازار بایارد بود که در سال ۱۶۳۸ میلادی با آن استویوسانت، دختر کشیش بالتازار استویوسانت در هلند ازدواج کرد. پس از مرگ سموئیل بایارد، همسر وی چهار فرزندش را که در آن میان پدربزرگ جان بایارد، پتروس بایارد (درگذشتهٔ ۱۶۹۰ میلادی) بزرگترین آنها بود، همراه با برادر خود پتر استویوسانت در ۱۶۴۷ میلادی به هلند نو آورد. در ۱۶۹۸ میلادی، پدربزرگ بایارد، سموئیل بایارد (۱۶۷۵ – ۱۷۲۱ میلادی) به مریلند نقل مکان نموده و در آنجا مزرعه‌ای را به‌نام بوهمیا مانور در شهرستان سیسیل تأسیس کرد. این شهرک برای چندین نسل به عنوان زیستگاه خانواده بایارد باقی ماند.

## حرفه
در ۱۷۵۵ میلادی، جان بایارد به فیلادلفیا نقل مکان نمود و تاجر شد. او از طریق دفترخانه تجاری به‌نام جان ریا، وارد دنیای تجارت شد. او به سرمایه‌گذاری شخصی خود در سفرهای حمل‌ونقل دریایی آغاز کرد، در این حوزه به شکوفایی رسیده و به یکی از بازرگانان ممتاز در جامعه بازرگانی مبدل شد. زمانی که او به بنگاه شخصی خود ملحق شد، نام این بنگاه هیج اند بایارد بود. در ۱۷۶۵ میلادی، بایارد تفاهم‌نامه عدم-واردات را در اعتراض به قانون تمبر امضاء کرد، هرچند این امر به تجارت خود وی آسیب می‌رساند. تا ۱۷۶۶ میلادی، او به یکی از افراد پیشتاز در انجمن پسران آزادی فیلادلفیا مبدل شده بود.

### جنگ انقلاب آمریکا
بایارد در ژوئیه ۱۷۷۴ در کنوانسیون پنسیلوانیا انتخاب گردیده و در ۱۷۷۵ میلادی مجدداً انتخاب شد. این گروه در اوایل به عنوان راه‌حل انقلابی برای مجلس رسمی بود، اما در نهایت به مجلس قانون‌گذاری دولت جدید مبدل شد. زمانی که در ۱۷۷۵ میلادی هنگ‌ها برای دفاع از فیلادلفیا شکل گرفت، بایارد سرهنگ، هنگ دوم شد. در ۱۷۷۶ میلادی، پس از اینکه کنوانسیون به مجلس قانون‌گذاری مبدل شده بود، او در کمیته ایمنی انتخاب شد. در مارس ۱۷۷۷، او عضو اداره جنگ ایالت و سخنگوی مجلس پنسیلوانیا شده و در ۱۷۷۸ میلادی مجدداً انتخاب شد.
همزمان، شرکت هیج اند بایارد با کنگره قاره‌ای قرارداد داشت تا تدارکات ارتش قاره‌ای را تأمین نماید. بایارد یک کشتی بازرگانی را تغییر داده و به عنوان کشتی جنگی خصوصی فرستاد. اما در خزان ۱۷۷۷، بریتانیایی‌ها فیلادلفیا را اشغال نمودند. بایارد خانواده خود را به مزرعه‌ای در پلای‌موت منتقل کرد. پس از ساکن نمودن خانواده‌اش در آنجا، او با هنگ خود به میدان نبرد رفت. آن‌ها در نبردهای براندیوین، جرمن‌تاون و پرینستون جنگیدند. بایارد برای رهبری غیور خود در نبرد پرینستون، از سوی ژنرال واشینگتن فراخوانده شد.
در ۱۷۸۱ میلادی، بایارد مسئول اداره جنگ شده و از طریق این سِمت خود به شورای اجرائی ایالت ملحق شد. طبق قانون اساسی ۱۷۷۶ پنسیلوانیا، این امر یک تشریک مساعی مفید میان کابینه فرماندار و سنای ایالت بود. در ۱۷۸۵ میلادی، او در کنگره کنفدراسیون که خلف کنگره قاره‌ای بود، انتخاب شد. او در سال‌های ۱۷۸۵ و ۱۷۸۶ در این کنگره خدمت نموده و در جلسات آنها در نیویورک که در آن زمان مرکز موقتی ایالت بود، شرکت کرد. در ۱۷۸۷ میلادی، او به عنوان عضو انجمن فلسفی آمریکا انتخاب شد.

### اواخر زندگی
تا ۱۷۸۸ میلادی، بایارد توانسته بود، بیشتر دیونی که در دوران جنگ انباشته بود را تسویه نماید. او مجبور شد تا ملکی که در مریلند داشت را به یک شاخه دیگر خانواده خود بفروشد و تجارت خود در فیلادلفیا را ببندد. او خانه دیگری در نیو برانزویک، نیوجرسی ساخت و به امید بازنشستگی به آنجا نقل مکان نمود. اما در ۱۷۹۰ میلادی، او به عنوان شهردار نیو برانزویک انتخاب گردید. پس از آن، او بیشتر سال‌های باقی‌مانده عمر خود را به عنوان قاضی دادگاه عرایض عامه در شهرستان میدلسکس خدمت کرد. او در ۷ ژانویه ۱۸۰۷ در خانه‌اش در نیو برانزویک درگذشت و در محوطه نخستین کلیسای پرزبیتاریان در آنجا به خاک سپرده شد.

## زندگی شخصی
در ۱۷۵۹ میلادی، او با مارگارت هوج (۱۷۴۰ – ۱۷۸۰ میلادی) که دختر اندرو هوج (۱۷۱۱ – ۱۷۸۹ میلادی)، خواهر اندرو هوج و هاگ هوج و عمه کشیش چارلز هوج (۱۷۹۷ – ۱۸۷۸ میلادی) بود، در فیلادلفیا ازدواج کرد. قبل از مرگ مارگارت در ۱۷۸۰ میلادی، این زوج چندین فرزند داشتند، شامل:
- جیمز آشتون بایارد (۱۷۶۰ – ۱۷۸۸ میلادی) که در ۱۷۸۱ میلادی از دانشگاه پرینستون فارغ‌التحصیل شده و با الیزا راجرز که دختر  جان راجرز، عضو هیئت امنای دانشگاه پرینستون از ۱۷۶۵ تا ۱۸۰۷ میلادی بود، ازدواج نمود.
- اندرو بایارد (۱۷۶۲ – ۱۸۳۳ میلادی) که در ۱۷۷۹ میلادی از دانشگاه پرینستون فارغ‌التحصیل شده و با دختر سرهنگ چارلز پتیت ازواج نمود.
- جان مورای بایارد (۱۷۶۶ – ۱۸۲۳ میلادی) که با مارگارت کاریک ازدواج کرد.
- سموئیل بایارد (۱۷۶۶ – ۱۸۴۰ میلادی) که در ۱۷۸۴ میلادی از دانشگاه پرینستون فارغ‌التحصیل شده و با مارتا پینتارد که دختر لوئیس پینتارد و سوسان استاکتون (خواهر ریچارد استاکتون) بود، ازدواج نمود.
- جین بایارد (۱۷۷۲ – ۱۸۵۱ میلادی) که با اندرو کرکپاتریک (۱۷۵۶ – ۱۸۳۱ میلادی) ازدواج نمود.
- نیکولاس سرل بایارد (۱۷۷۴ – ۱۸۲۱ میلادی)، کسی که در ۱۷۹۸ میلادی با انا لوینگستون بایارد (درگذشتهٔ ۱۸۰۲ میلادی) که دختر نیکولاس بایارد (۱۷۳۶ – ۱۷۹۸ میلادی) و کاترین لوینگستون (۱۷۴۳ – ۱۷۷۵ میلادی) بود، ازدواج کرد. کاترین لوینگستون دختر پیتر فن براگ لوینگستون و همسر وی بود. پس از مرگ انا در ۱۸۰۲ میلادی، او با استر مک‌اینتوش، دختر ژنرال لاکلان مک‌اینتوش و سارا تردکرفت سابق، ازدواج کرد.
- مارگارت بایارد (۱۷۷۸ – ۱۸۴۴ میلادی) که در ۱۸۰۰ میلادی با سموئیل هریسون اسمیت (۱۷۷۲ – ۱۸۴۵ میلادی) ازدواج نموده و نویسندهٔ چیره‌دست شد. او بیشتر برای رویدادنامه‌اش تحت عنوان چهل سال نخست جامعه واشینگتن (۱۹۰۶ میلادی) که مبتنی بر نامه‌های وی به دوستان و خانواده بوده و پس از مرگ وی به نشر رسید، شناخته می‌شود.[۷]
- انا بایارد (۱۷۷۹ – ۱۸۶۹ میلادی)، کسی که با سموئیل بوید ازدواج نمود.

خانواده آن‌ها پس از اینکه این زوج سه فرزند یتیم برادر دوقلوی جان، جیمز آشتون بایارد یکم (۱۷۳۸ – ۱۷۷۰ میلادی) را به فرزندی پذیرفتند، بزرگتر شد. برادر جان با خواهر مارگارت هوج به‌نام آن ازدواج کرده بود و همسر وی نیز در عمر جوانی وفات نمود. سه برادرزاده وی، دو پسر و یک دختر، در ۱۷۷۰ میلادی به خانواده جان بایارد پیوستند: جان اج. بایارد (۱۷۶۲ – ۱۸۲۰ میلادی)، جین بایارد (متولد ۱۷۶۵ میلادی) و جیمز آشتون بایارد دوم (۱۷۶۷ – ۱۸۱۵ میلادی). بایارد دوم در ۱۷۸۴ میلادی از دانشگاه پرینستون فارغ‌التحصیل شد.